# Maéva Clemaron

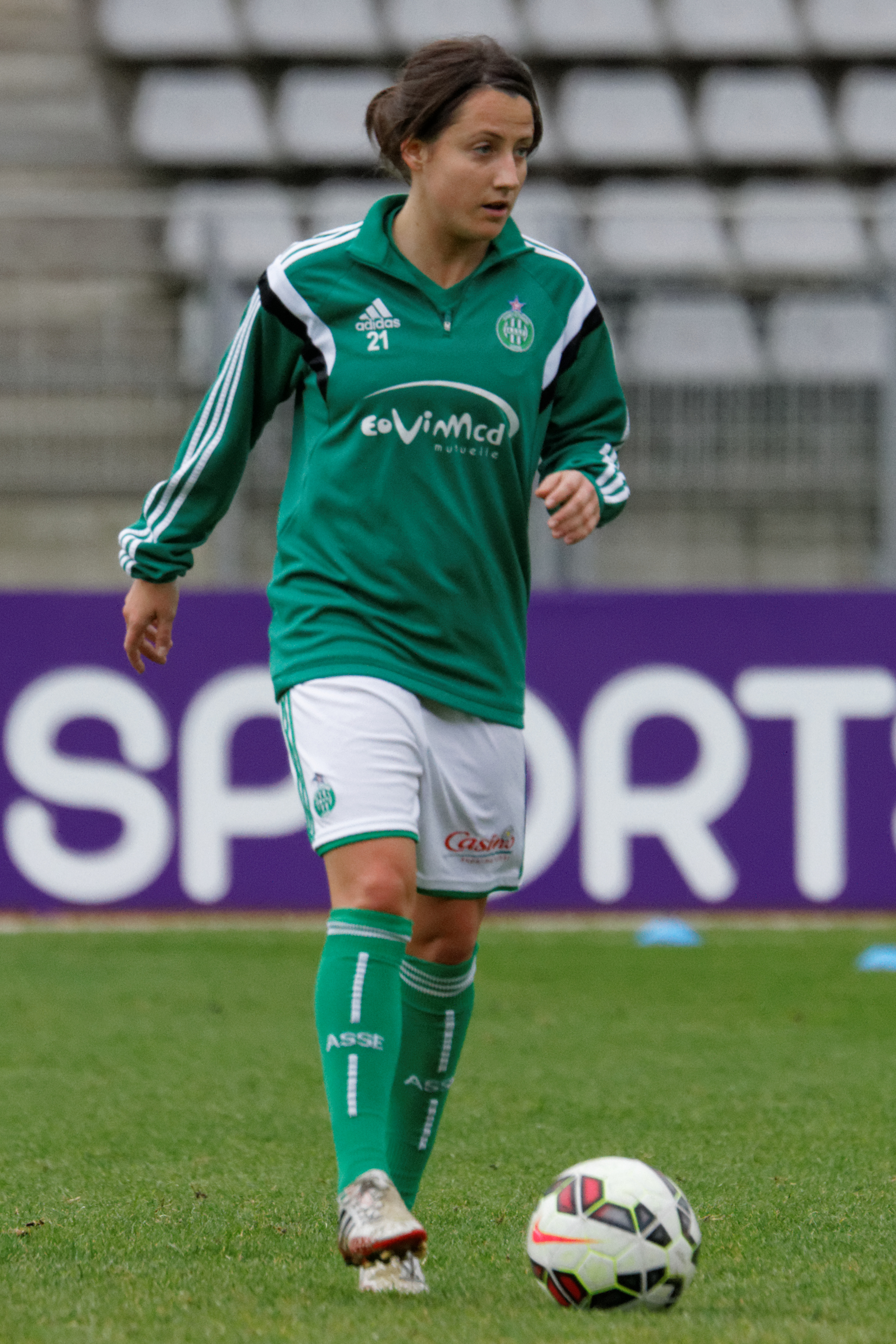
Maéva Clemaron (2014)

Maéva Clemaron (* 10. November 1992 in Vienne) ist eine französische Fußballspielerin, die zwar schon in sehr jungen Jahren in Frankreichs oberster Frauenliga eingesetzt wurde, aber erst relativ spät auch zur A-Nationalspielerin wurde.

## Vereinskarriere
Maéva Clemaron begann bereits als Siebenjährige in einer gemischten Mannschaft der AS Cheyssieu mit dem Vereinsfußball. 2005 wechselte sie zur AL Saint-Maurice-l’Exil, einem anderen Amateurklub aus ihrer Herkunftsregion südlich von Lyon. 2007 fand sie Aufnahme im Nachwuchszentrum von Olympique Lyon und kam dort unter der Trainerin Cécile Locatelli schon als 14-Jährige in der zweiten Frauenelf zu insgesamt acht Drittliga-Einsätzen, in denen sie vier Treffer erzielte. Nach nur einer Saison verließ sie, wie auch die Trainerin, Olympique und schloss sich dem Racing Club Saint-Étienne an, für den die Mittelfeldspielerin bei zehn Punktspielen in der ersten Division zwei Tore schoss. Ihr erster Einsatz in Frankreichs höchster Frauenliga erfolgte im August 2008 bei einer Auswärtspartie bei der ASJ Soyaux, in der die 15-Jährige eine knappe halbe Stunde vor dem Abpfiff für Kheira Hamraoui eingewechselt wurde.
Auch die folgenden acht Jahre spielte Maéva Clemaron in Saint-Étienne, wenngleich sie dabei die Farben der Association Sportive trug, nachdem der Racing Club beschlossen hatte, sich dem großen Lokalrivalen anzuschließen. Mit den „Grünen“ – Les Verts ist die frankreichweit gängige Bezeichnung der Mannschaften von ASSE – hat sie ab 2009 insgesamt 128 Erstligapartien bestritten und darin fünf Treffer erzielt. Um den Meistertitel konnte die Frauenelf in diesen Jahren allerdings nicht mitspielen; als beste Abschlussplatzierung sprang 2011 und 2012 jeweils ein fünfter Rang in der Abschlusstabelle heraus. Dafür erreichte Clemaron mit der ASSE in dieser Zeit zweimal das Endspiel um den Landespokal: 2011 wurde sie für die Schlussviertelstunde gegen den Montpellier HSC eingewechselt – wie bei ihrem Debüt mit Racing wiederum für Kheira Hamraoui – und ergriff im aufgrund des torlosen Spielstands erforderlich gewordenen Elfmeterschießen die Gelegenheit, als letzte Schützin den entscheidenden Treffer zu erzielen. Als die AS Saint-Étienne zwei Jahre später erneut das Pokalendspiel erreichte, stand sie in der Startelf, aber ihre Grünen verloren gegen Olympique Lyon mit 1:3.
Im Sommer 2017 stieg Saint-Étienne in die Division 2 ab. Maéva Clemaron wechselte daraufhin, auch, weil sie den Eindruck hatte, dass die ASSE-Vereinsoberen das Frauenteam zu wenig unterstützten, zum Aufsteiger FC Fleury, bei dem sie sich zu einer festen Größe auf der Sechser-Position entwickelte. Zwei Jahre später schloss sie sich dem Everton Ladies FC in der englischen Super League an, ehe es sie 2021 in die britische Hauptstadt zu Tottenham Hotspur zog. Zur Saison 2022/23 verpflichtete der Schweizer Vizemeister Servette FC Chênois die Spielerin.
Clemaron hat, auch auf Anraten ihrer Förderin Cécile Locatelli, in Saint-Étienne ein Architekturstudium abgeschlossen und arbeitet neben ihrer Spielerinnentätigkeit mittlerweile auch in diesem Beruf.

### Stationen
- AS Cheyssieu (2000–2005)
- AL Saint-Maurice-l’Exil (2005–2007)
- Olympique Lyon (2007/08)
- RC Saint-Étienne (2008/09)
- AS Saint-Étienne (2009–2017)
- FC Fleury (2017–2019)
- Everton LFC (2019–2021)
- Tottenham Hotspur (2021/22)
- Servette FC Chênois (seit 2022)

## Nationalspielerin
In den Jahren 2008 und 2009 kam Maéva Clemaron bei insgesamt elf B-Jugend-Länderspielen (U-16 und U-17) in den französischen Jahrgangsauswahlen zum Einsatz; in diesem Kreis hat sie auch zwei Torerfolge zu Buche stehen, und sie nahm an der U-17-Europameisterschaft im schweizerischen Nyon teil, bei dem ihr Team Dritter wurde.
Im April 2011 trug sie noch zweimal den blauen Nationaldress für Frankreichs U-19, aber anschließend schien ihre internationale Karriere beendet; an diesem Eindruck änderte auch ein vierminütiger Kurzeinsatz mit der B-Nationalmannschaft bei einem Freundschaftsspiel gegen Belgiens B-Team im Januar 2017 nichts.
Als die im Herbst 2017 zur Nationaltrainerin berufene Corinne Diacre für den Neuaufbau der französischen A-Elf (les Bleues) mit Blickrichtung auf die Weltmeisterschaft 2019 vor eigenem Publikum vermehrt auch auf Spielerinnen zurückgriff, die nicht bei einem der drei „großen“ Vereine (Lyon, Paris SG, Montpellier) spielen, fand auch die Mittelfeldakteurin bei Kurzlehrgängen Berücksichtigung, wurde zum SheBelieves Cup 2018 in den Vereinigten Staaten mitgenommen und feierte dort im März beim 3:0-Sieg über Deutschland ihr Debüt, wenngleich sie nur für die letzten zwei Minuten zum Einsatz kam. Zwölf Monate später, bei ihrem dritten A-Länderspiel, schoss sie – wenige Minuten nach ihrer Einwechslung – auch ihr erstes Tor für Frankreich. Einige Wochen darauf berief Corinne Diacre Maéva Clemaron, die bisher sechs Länderspiele mit einem Treffer zu Buche stehen hat (Stand: 1. Dezember 2020), in den französischen Kader für die WM 2019.

## Palmarès
- Französische Pokalsiegerin: 2011 (und Finalistin 2013)